# Al-Ittihad Club
Al-Ittihad Club (wł. Al-Ittihad Club Saudi Arabia, ar. نادي الاتحاد العربي السعودي) – saudyjski klub piłkarski z siedzibą w portowym mieście Dżudda, położonym nad Morzem Czerwonym, dziewięciokrotny mistrz kraju i dwukrotny zwycięzca Azjatyckiej Ligi Mistrzów (2004 i 2005), uczestnik drugiego Klubowego Pucharu Świata w 2005, podczas którego zajął 4. miejsce, po zwycięstwie 1:0 nad Al-Ahly Kair oraz porażce 2:3 z Deportivo Saprissa z Kostaryki. W sezonie 2006/2007 trenerem klubu był Francuz Bruno Metsu, który z reprezentacją Senegalu dotarł do ćwierćfinału Mistrzostw Świata 2002. Drużyna Al-Ittihad występuje w rozgrywkach Saudyjskiej Premier Ligi.

## Sukcesy
- Mistrz Arabii Saudyjskiej (10x): 1982, 1997, 1999, 2000, 2001, 2003, 2007, 2009, 2023, 2025
- Puchar Króla Arabii Saudyjskiej (9x): 1958, 1959, 1960, 1963, 1967, 1988, 2010, 2013, 2018
- Puchar Następcy Tronu (8x): 1958, 1959, 1963, 1991, 1997, 2001, 2004, 2017
- Azjatycka Liga Mistrzów (2x): 2004, 2005
- Azjatycki Puchar Zdobywców Pucharów (1x): 1999
- Arabska Liga Mistrzów (2x): 2005, 2007

## Skład na sezon 2023/2024
| Nr | Poz. | Piłkarz                 |
| -- | ---- | ----------------------- |
| 2  | PO   | Fabinho                 |
| 3  | PO   | Tarek Hamed             |
| 4  | OB   | Omar Hawsawi            |
| 6  | PO   | Sultan Al-Farhan        |
| 7  | PO   | N’Golo Kanté            |
| 9  | NA   | Karim Benzema (kapitan) |
| 10 | PO   | Igor Coronado           |
| 11 | PO   | Jota                    |
| 12 | OB   | Zakaria Hawsawi         |
| 13 | OB   | Muhannad Al-Shanqeeti   |
| 14 | PO   | Awad Al-Nashri          |
| 15 | OB   | Abdulelah Al-Shehri     |
| 17 | PO   | Marwan Al-Sahafi        |
| 20 | OB   | Ahmed Sharahili         |
| 21 | BR   | Abdullah Al-Jadaani     |

| Nr | Poz. | Piłkarz                                      |
| -- | ---- | -------------------------------------------- |
| 28 | OB   | Ahmed Bamsaud                                |
| 29 | PO   | Farhah Al-Shamrani                           |
| 33 | OB   | Madallah Al-Olayan                           |
| 34 | BR   | Marcelo Grohe                                |
| 37 | OB   | Suwailem Al-Menhali (wicekapitan)            |
| 39 | OB   | Sultan Al-Sulayli                            |
| 40 | PO   | Noureddine El Bahhar                         |
| 44 | PO   | Mustafa Malaeka                              |
| 51 | BR   | Faisal Al-Eisa                               |
| 70 | NA   | Haroune Camara (wypożyczony z Herthy Berlin) |
| 77 | PO   | Saleh Al-Amri                                |
| 80 | NA   | Mohammed Al-Saiari                           |
| 88 | BR   | Osama Al-Marmash                             |
| 90 | NA   | Romarinho                                    |
| 99 | NA   | Abderrazak Hamdallah                         |